# Acción pastoral católica
Acción pastoral católica o simplemente pastoral es la acción de la Iglesia católica en el mundo o el conjunto de actividades por las cuales la Iglesia realiza su misión, que consiste primariamente en continuar la acción de Jesucristo
La palabra pastoral deriva de pastor, que era un elemento constante en el mundo bíblico. En la simbología bíblica, Dios es comparado con el pastor, aquel que tiene al mismo tiempo autoridad y solicitud para con sus ovejas. Jesús también es comparado con el buen pastor en el Evangelio de Juan.
Como  institución, la Iglesia actúa no solo en la transmisión de ideas, valores e ideologías, sino también en el servicio a la comunidad. La teología que estudia esta acción se llama teología pastoral.

## Objetivos
Evangelizar, proclamando el Evangelio de Jesucristo, por medio del servicio, del diálogo, del anuncio y del testimonio de comunidad, a la luz de la evangélica opción por los pobres, promoviendo la dignidad de la persona, renovando la comunidad, formando el pueblo de Dios y participando en la construcción de una sociedad justa y solidaria.

## Funciones pastorales de la Iglesia
La Iglesia católica realiza su acción a través de tres funciones pastorales las cuales son:
- Función profética: abarca las diversas formas del ministerio de la Palabra de Dios (evangelización, catequesis y homilía), bien como la formación espiritual de los católicos.

- Función litúrgica: se refiere a la celebración de los sacramentos, sobre todo de la Eucaristía, de la oración y a los sacramentales.

- Función real: dice respecto a la promoción y orientación de las comunidades, a la organización de la caridad y a la animación cristiana de las realidades terrestres. En este último aspecto, la acción de la Iglesia engloba campos de la sociedad como la salud, la juventud, la solidaridad social, la educación y el medio ambiente.[1]

### Otras fuentes
- Libânio, J.B. O que é Pastoral. São Paulo, Editora Brasiliense, 1982.
- Conferencia Nacional de los Obispos de Brasil
- Cartilla de las Pastorales Sociales n. 01. ¿Qué es la Pastoral Social? Página de la CNBB, Consultada el 22 de julio de 2008.

- Datos: Q12859108